# SUB1
SUB1‏ (SUB1 homolog, transcriptional regulator) هوَ بروتين يُشَفر بواسطة جين SUB1 في الإنسان.